# Formula di Eulero per i poliedri
In geometria solida, la formula di Eulero per i poliedri mette in relazione i numeri {\displaystyle F}, {\displaystyle S} e {\displaystyle V} rispettivamente di facce, spigoli e vertici di un poliedro semplice.

## Enunciato
Sia {\displaystyle P} un poliedro semplice, cioè un poliedro semplicemente connesso. Siano {\displaystyle F}, {\displaystyle S} e {\displaystyle V} rispettivamente i numeri di facce, spigoli e vertici di {\displaystyle P}. La formula di Eulero afferma che
{\displaystyle F+V-S=2\quad } oppure {\displaystyle \quad F+V=S+2.}
Si osserva che nella formula di Eulero le facce e i vertici compaiono simmetricamente: questo corrisponde al fatto che passando da un poliedro al suo duale facce e vertici si scambiano di ruolo, mentre tra gli spigoli dei due poliedri si ha una corrispondenza biunivoca naturale.
I poliedri convessi sono sempre semplici, e per loro vale quindi la relazione.

## Applicazioni
Questa relazione si collega a molti fatti e interessa, oltre alla geometria, la combinatoria e l'algebra topologica. Si tratta della formula per il calcolo della caratteristica di Eulero.

### Sfera
È impossibile coprire una sfera soltanto con esagoni, anche non regolari, per formare una geode, poiché tale copertura non rispetterebbe la formula di Eulero per i poliedri. Infatti, in un poliedro a facce soltanto esagonali, ogni vertice è comune a 3 facce ed ogni spigolo a 2 facce. Poiché qualsiasi esagono ha 6 lati e 6 vertici, tale poliedro deve dunque avere 6/3 vertici per faccia e 6/2 spigoli per faccia. Dunque, se F è il numero di facce, i numeri di spigoli S devono essere uguali a 3F ed il numero di vertici V a 2F. Si ha allora:
{\displaystyle F-S+V=F-3F+2F=0}
e la formula di Eulero non è verificata.
Invece, sostituiamo alcuni esagoni di questa impossibile copertura con pentagoni. Se il numero di facce non varia, il numero di spigoli e di vertici diminuisce: per ogni pentagono aggiunto, si ha {\displaystyle (6-5)/2} spigoli, cioè mezzo spigolo in meno e {\displaystyle (6-5)/3} vertici, cioè un terzo di vertice in meno; {\displaystyle F-S+V} aumenta dunque ogni volta della differenza, cioè di un sesto. Affinché la formula di Eulero per i poliedri sia rispettata, occorre che {\displaystyle F-S+V} inizialmente a 0, diventi uguale a 2, dunque aumenta di 12/6. In breve, occorre sostituire 12 esagoni con altrettanti pentagoni. Il numero dei vertici V è allora di {\displaystyle 2F-4} e quello degli spigoli S di {\displaystyle 3F-6}. Un caso estremo è quello del dodecaedro ({\displaystyle F=12}), dove non resta più nessun esagono. Nella figura qui di seguito (dove {\displaystyle F=344}), quattro dei dodici pentagoni sono visibili.

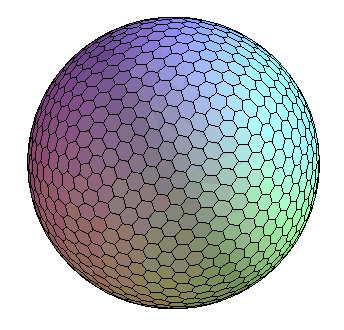
geode duale

### Solidi platonici
Servendosi della formula di Eulero, è facile dimostrare che non esistono più di cinque poliedri regolari convessi.

## Dimostrazione

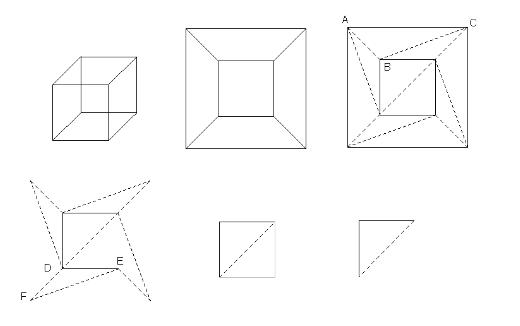

La dimostrazione presentata qui è la prima dimostrazione rigorosa della formula di Eulero per i poliedri ed è stata data da Augustin-Louis Cauchy, all'età di 20 anni.
Si consideri un poliedro P semplicemente connesso con F facce, V vertici ed S spigoli; si intende dimostrare che per questi parametri vale la formula {\displaystyle F-S+V=2}.
Considerando il poliedro come un corpo cavo, si asporta una sua faccia e, allungando gli spigoli della faccia eliminata, lo si deforma "schiacciandolo sul piano"; si ottiene allora un grafo non orientato raffigurato nel piano G i cui nodi sono i vertici di P e i cui lati sono gli spigoli deformati di P.
Questa deformazione applicata è un omeomorfismo. Le facce non sono più le stesse dei poligoni, ma aree del piano delimitate da un ciclo di nodi collegati da lati. Per gli elementi del grafo planare ottenuto si possono usare ancora i termini faccia, vertice e spigolo ed i numeri degli oggetti con questi nomi non sono cambiati rispetto a quelli del poliedro P. Si consideri in particolare che la faccia tolta a P corrisponde a tutta l'area esterna a G.
Ora si procede ad una serie di modifiche del grafo che continuiamo a chiamare G: ogni modifica consiste nel tracciare per una faccia avente più di tre lati, una diagonale (cioè un lato che collega due vertici di contorno non direttamente collegati). Quest'operazione aggiunge a G una faccia e uno spigolo e non modifica il numero dei suoi vertici; dunque l'espressione {\displaystyle F-S+V} resta invariata. Si ripete quest'operazione fino ad avere soltanto facce triangolari.
Arrivati in questa fase, si ripetono le operazioni seguenti:
1. Si eliminano uno per uno tutti i triangoli che hanno due lati sul contorno esterno del grafo G. Ad ogni soppressione, si tolgono un vertice, due spigoli ed una faccia; ciò conserva l'espressione {\displaystyle F-S+V}.
2. Si eliminano uno per uno tutti i triangoli che hanno un solo lato sul contorno esterno del nostro grafo. Ad ogni soppressione, si tolgono uno spigolo ed una faccia (il numero dei vertici rimane inalterato). Anche questa modifica conserva l'espressione {\displaystyle F-S+V}.

Si possono ripetere le trasformazioni precedenti nell'ordine che si preferisce, fino a rimanere con un solo grafo triangolo. Questo tipo di grafo ha due facce (una è la faccia che effettivamente conteneva quel triangolo nel solido iniziale, l'altra è la faccia che è stata tolta inizialmente e che si è "sovrapposta" a tutte le altre, ma non era ancora stata contata quindi viene considerata in questo momento), tre spigoli e tre vertici. Quindi {\displaystyle F=2}, {\displaystyle V=3}, e {\displaystyle S=3}, dunque {\displaystyle F-S+V=2}. Quest'espressione è uguale all'espressione {\displaystyle F-S+V} di origine poiché ogni manovra eseguita ha conservato il valore di quest'espressione. Si conclude che il nostro poliedro di partenza verificava l'espressione {\displaystyle F-S+V=2}. La formula è dunque dimostrata.